# Se una farfalla batte le ali
Se una farfalla batte le ali è una serie di lezioni televisive tenute dal già presidente del Consiglio Giuliano Amato, il quale "ripercorre il cammino dei rapporti e delle influenze tra gli attori geopolitici nella storia recente".
Prodotta da Rai Educational, è stata trasmessa da Rai 3 a partire dalle 13.00 del 28 ottobre e da Rai Storia dalle 20.30 del 2 novembre 2012. Mesi prima, Amato aveva tenuto un'altra serie di lezioni televisive, le Lezioni di crisi.

## Puntate
| N.  | Titolo                                              |
| --- | --------------------------------------------------- |
| 1.  | Italia ed eurocentrismo                             |
| 2.  | L`Italia nel mondo di oggi                          |
| 3.  | Dal sogno americano alla crisi                      |
| 4.  | Dall`Urss alla Federazione Russa                    |
| 5.  | Il futuro ha gli occhi a mandorla?                  |
| 6.  | Giappone ed Estremo oriente                         |
| 7.  | L`India: la più "grande" democrazia del mondo       |
| 8.  | L’America Latina: alla scoperta del Nuovo Mondo     |
| 9.  | I mille volti dell`Africa                           |
| 10. | Instabilità geopolitica: Nordafrica e Medio Oriente |
| 12. | La governance del nuovo mondo                       |